# Loriotus
Loriotus – rodzaj ptaków z podrodziny żałobników (Tachyphoninae) w rodzinie tanagrowatych (Thraupidae).

## Zasięg występowania
Rodzaj obejmuje gatunki występujące w Ameryce Południowej i Środkowej.

## Morfologia
Długość ciała 13–15 cm; masa ciała 11,5–23 g.

## Systematyka

### Etymologia
- Loriotus: fr. Loriot „wilga”[6].
- Islerothraupis: Morton L. Isler (ur. 1929) i Phyllis R. Isler (ur. 1931), amerykańscy ornitolodzy; gr. θραυπις thraupis „niezidentyfikowany, mały ptak”, być może typ jakiejś zięby, wspomniany przez Arystotelesa. W ornitologii thraupis oznacza „tanagrę”[7]. Gatunek typowy: Tanagra cristata Linnaeus, 1766.

### Podział systematyczny
Takson wyodrębniony z Tachyphonus, z którym nie jest ściśle spokrewniony; prawdopodobnie tworzy grupę siostrzaną z Eucometis i Trichothraupis. Do rodzaju należą następujące gatunki:
- Loriotus cristatus (Linnaeus, 1766) – żałobnik ognistoczuby
- Loriotus luctuosus (d’Orbigny, 1837) – żałobnik białoskrzydły
- Loriotus rufiventer (von Spix, 1825) – żałobnik rdzawobrzuchy